# Deutschlandradio
Deutschlandradio (Tysklands Radio) er en offentlig tysk medievirksomhed som formidler informationer via tre radiokanaler. Det er Deutschlandradio Kultur (kultur) fra Berlin, DRadio Wissen (ungdom) og Deutschlandfunk (information) fra Köln. Deutschlandfunk svarer til Danmarks Radios P1. Kanalerne er reklamfri og finansieres via licensopkrævning. Deutschlandradio startede efter den tyske genforening i 1994.
Deutschlandfunk er en af de få tilbageværende tyske radiostationer der dagligt sender den tyske nationalhymne (umiddelbart inden midnat), og fra 2007 efterfølges den af Europahymnen.

## Ekstern henvisning
- Deutschlandradios Netsted Arkiveret 29. maj 2006 hos  Wayback Machine

| Anime eller manga | Spire Denne artikel om medie og kommunikation er en spire som bør udbygges. Du er velkommen til at hjælpe Wikipedia ved at udvide den. |

50°54′11.81″N 6°57′35.28″Ø / 50.9032806°N 6.9598000°Ø